# Proteza naczyniowa
Proteza naczyniowa - jest implantem, czyli wyrobem medycznym, który wprowadza się na stałe do organizmu w celu zastąpienia naturalnego naczynia krwionośnego.
Protezy naczyniowe można podzielić na przeszczepy:
- biologiczne, które mogą być:

```
  - przeszczepem autologicznym (z własnego naczynia pacjenta)
  - przeszczepem allogenicznym (z naczynia pobranego od innych ludzi)
  - przeszczepem ksenogenicznym (naczynie pochodzenia odzwierzęcego - najczęściej bydlęce)
```

- przeszczepy syntetyczne

Syntetyczne protezy naczyniowe wykonane są najczęściej z włókien poliestrowych (np. dakronu). Mogą być wytwarzane techniką tkaną bądź dzianą lub z ciągnionego politetrafluoroetylenu (PTFE, nazwa firmowa Gore-Tex®)  o ścianach jednolitych i gładkich.

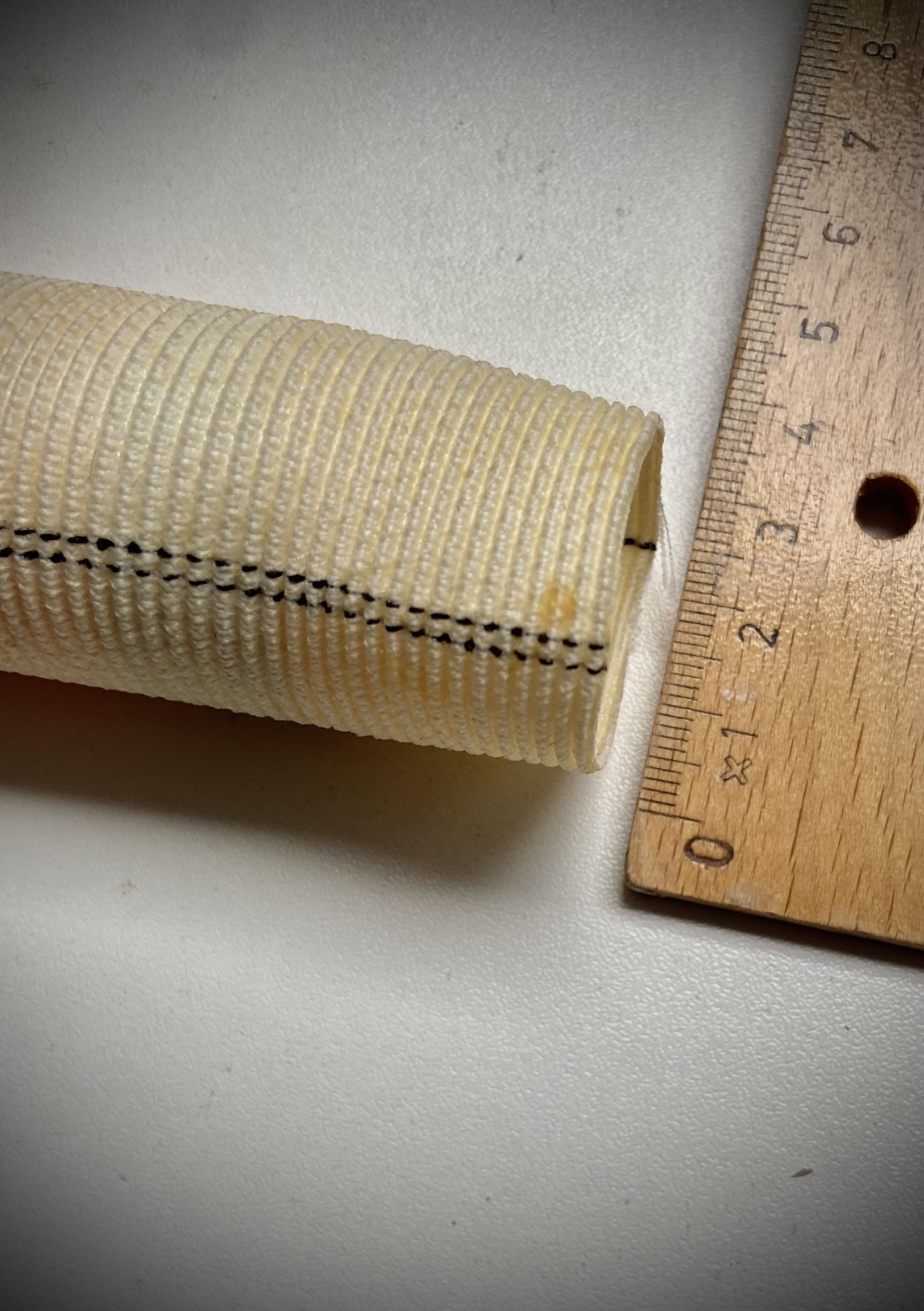
Proteza naczyniowa z dakronu o średnicy 30 mm

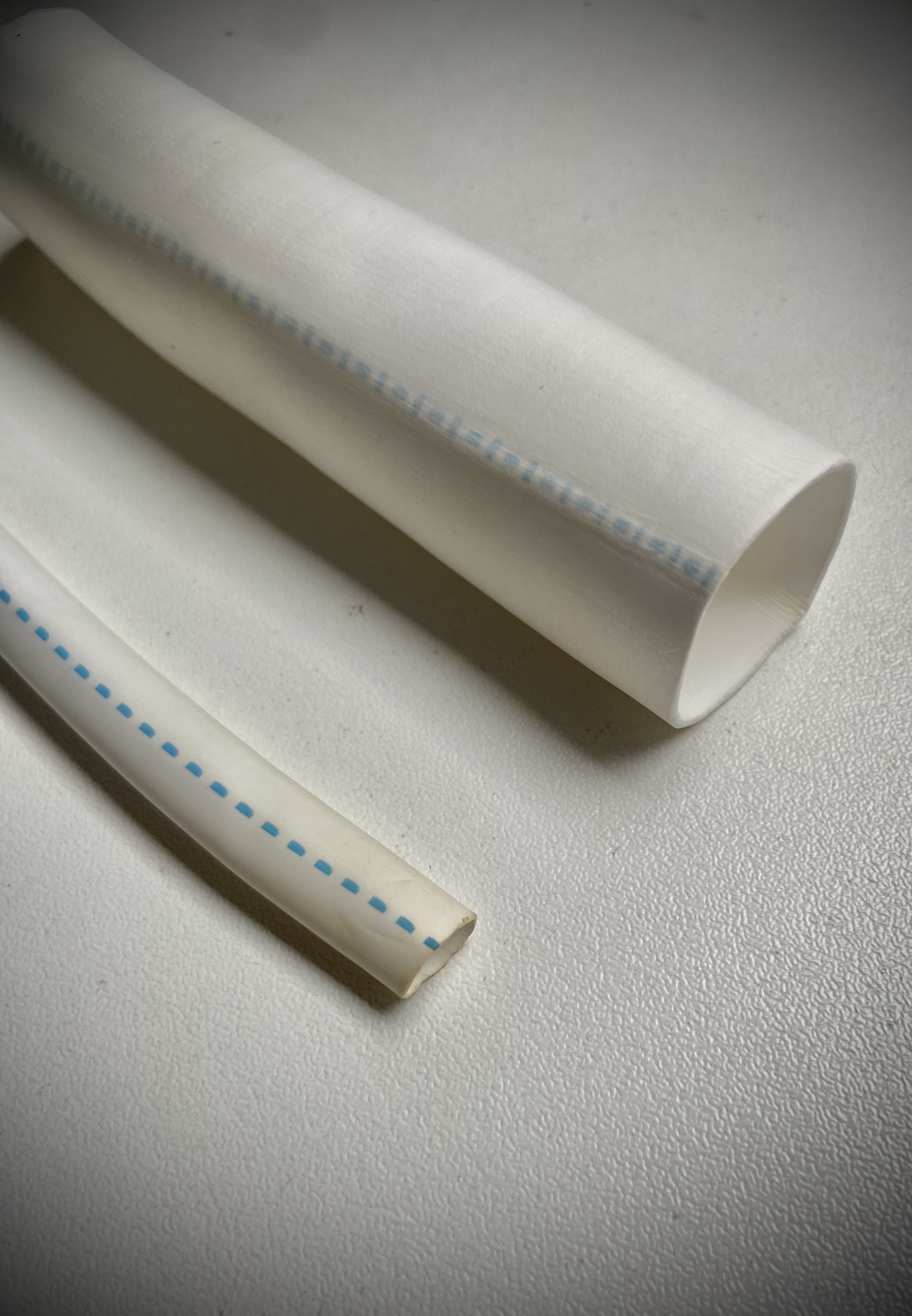
Protezy naczyniowe z Gore-Texu o średnicy 20 mm i 5 mm

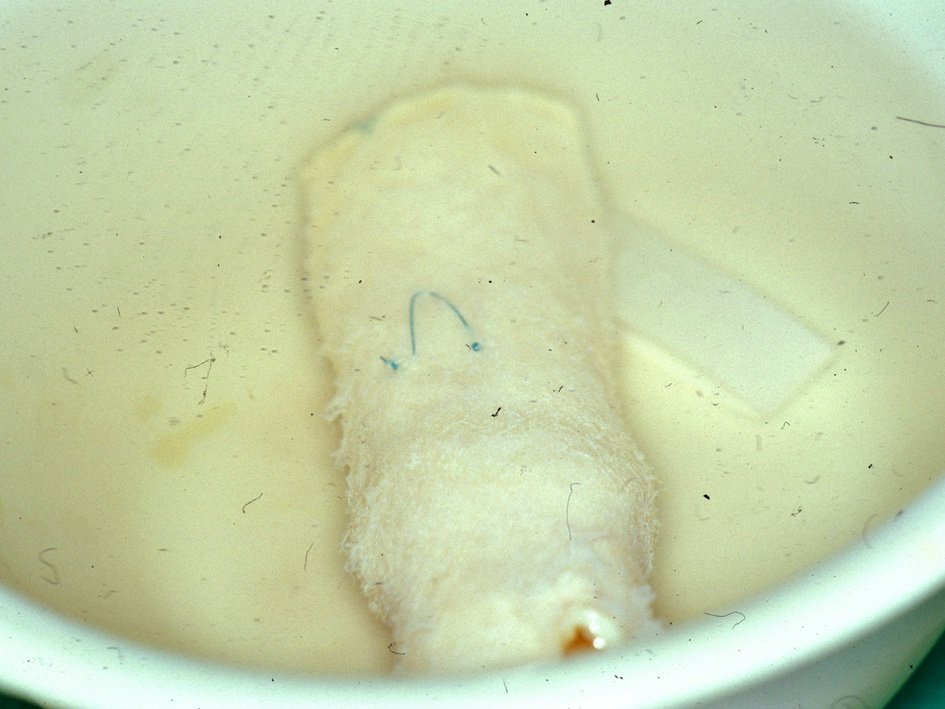
Proteza naczyniowa Contegra® w kąpieli z soli fizjologicznej

Pierwszą protezę naczyniową allogenną (aorta pobrana ze zwłok) wszczepił Charles Dubost w 1951 a protezę z tworzywa sztucznego w 1958 Michael Ellis DeBakey i metody te od lat 60. XX w. są używane rutynowo w chirurgii naczyniowej.
Często stosowane są też protezy naczyniowe biologiczne, takie jak homograft z zastawką tętnicy płucnej lub homograft aortalny zapoczątkowany przez Donalda Rossa w 1966, czy odzwierzęca, np. Contegra® (odcinek cielęcej żyły  szyjnej z zastawką). 
Protezy naczyniowe stosuje się głównie w czasie zabiegów operacyjnych dotyczących tętnic, rzadziej żył, w celu ominięcia albo zastąpienia zwężonego, poszerzonego lub niedrożnego odcinka naczynia krwionośnego, oraz np. do wytworzenia przetoki tętniczo-żylnej do przeprowadzania dializ (przetoka dializacyjna).
Protezy naczyniowe z zastawką, lub bez wykorzystywane są także w leczeniu nabytych i wrodzonych wad serca, np. tętniak rozwarstwiający aorty, tetralogia Fallota,  podczas rekonstrukcji zwężonej drogi odpływu z prawej komory serca, czy operacji Blalocka-Taussig, lub operacji Norwooda do połączenia tętnicy podobojczykowej z tętnicą płucną.

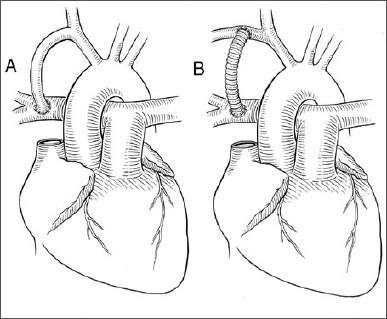
Schemat operacji Blalock-Taussig – połączenie prawej tętnicy podobojczykowej z prawą tętnicą płucną. A – pierwotne bezpośrednie połączenie. B – połączenie zmodyfikowane z użyciem protezy naczyniowej.
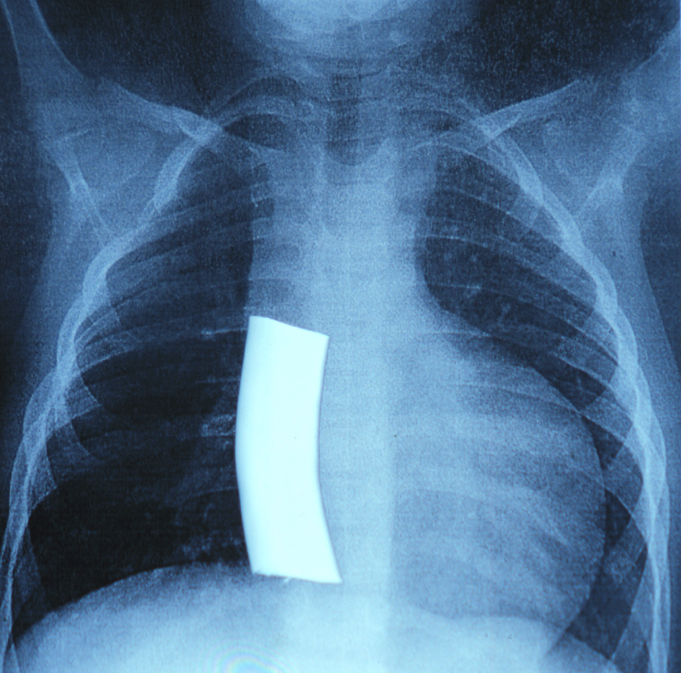
Schemat zewnątrzsercowego połączenia w operacji Fontana z użyciem protezy Gore-Tex
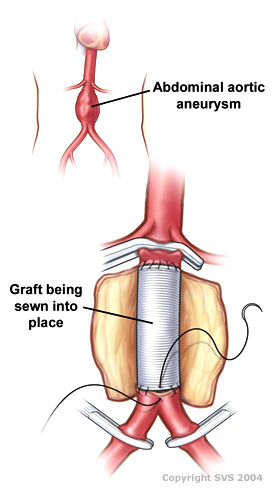
Wstawka z protezy dakronowej w leczeniu tętniaka aorty brzusznej
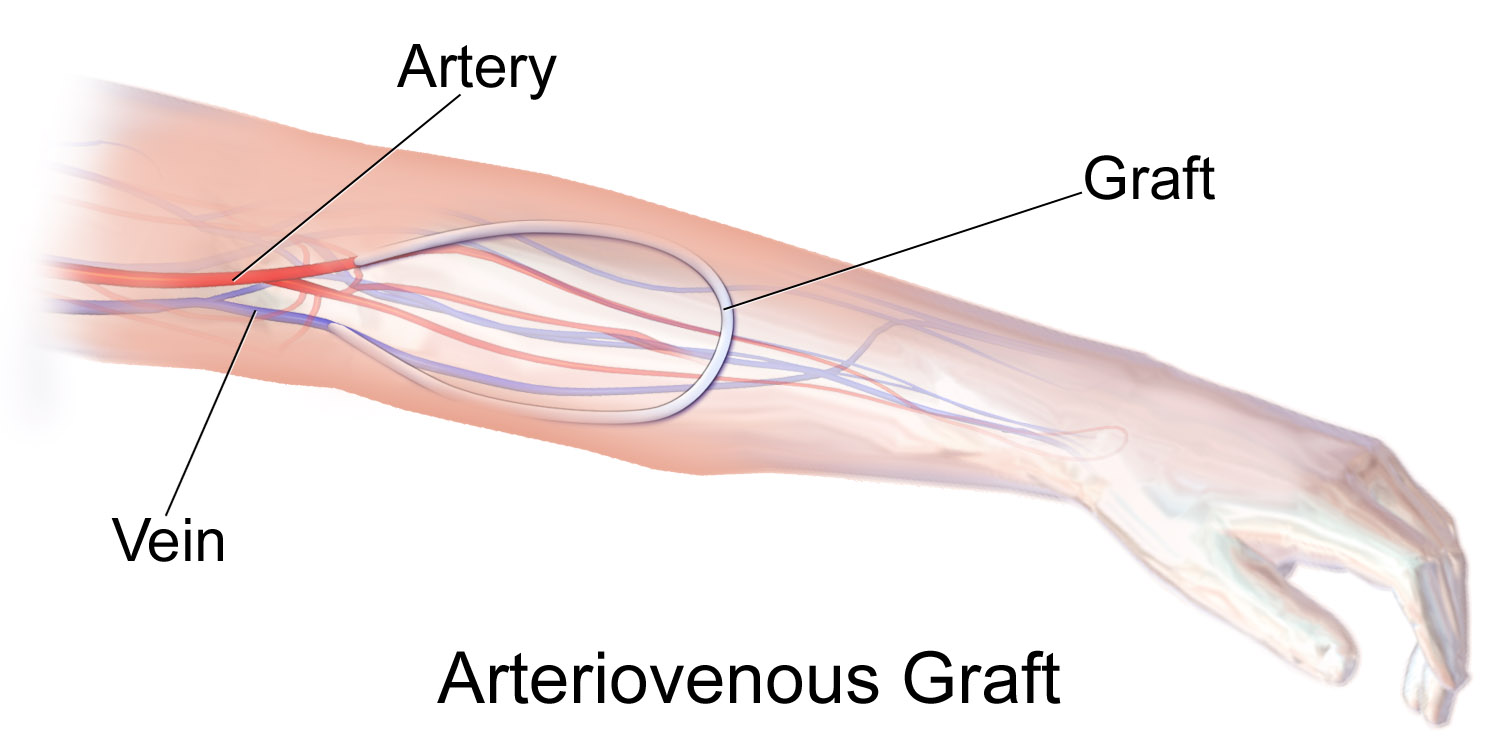
Przetoka tętniczo-żylna (przetoka dializacyjna) z Gore-Texu do hemodializy
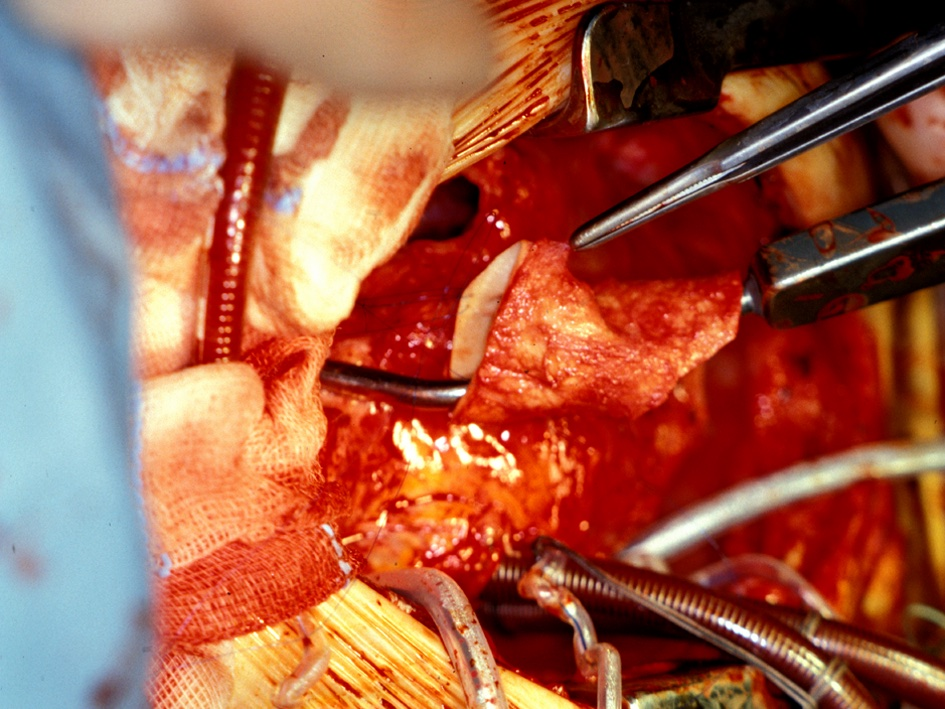
Proteza Contegra® przed wszczepieniem w zwężoną drogę odpływu z prawej komory serca